# Katharina von Kotzau
Katharina von Kotzau war von 1467 bis 1476 Äbtissin des Klosters Hof.
Katharina stammte aus der Hauptlinie der ritteradeligen Familie von Kotzau mit ihrem Stammsitz im heutigen Oberkotzau. Longa von Kotzau war eine weitere Äbtissin des Geschlechtes, sie befand sich im nahegelegenen Kloster Himmelkron der Zisterzienserinnen. Katharina war die neunte Äbtissin des Klarissenklosters in Hof. 
Als ihre Geschwister sind nach Dobeneck die Brüder Erhard, Heinz und Hans bekannt, der Genealoge kann sich bei der Elterngeneration mit einem weiteren Hans von Kotzau nur auf die unsicheren Überlieferungen von Johann Gottfried Biedermann berufen. Katharina ist weiterhin nach Dobeneck abweichend von Ebert zeitlich vorher datiert. Für ihn ist sie in der Zeit von 1398 bis 1458 urkundlich belegt und soll sich 1398 bereits im Kloster befunden haben.